# کاروانسرای شریفیه
کاروانسرای شریفیه مربوط به دوره قاجار است و در همدان، بازارراسته نخودبریزها، حلبی سازها واقع شده و این اثر در تاریخ ۱۱ مرداد ۱۳۷۷ با شمارهٔ ثبت ۲۰۸۷ به‌عنوان یکی از آثار ملی ایران به ثبت رسیده است.